# 杜尔伯特镇
杜尔伯特镇，原称泰康镇，是中华人民共和国黑龙江省大庆市杜尔伯特蒙古族自治县下辖的一个镇。2019年5月，改为今名。

## 行政区划
杜尔伯特镇下辖以下地区：
铁东社区、南城社区、西城社区、湖滨社区、幸福村、万丈村、五一村、八一村、对山奶牛场生活区和野生饲养场生活区。